# 劉辟光
劉辟光（？—前154年），漢高祖庶長子齊悼惠王劉肥的兒子之一。漢文帝十六年受封濟南王。

## 生平
漢景帝十一年，參加七國之亂相約吳、楚二國謀反，他們以「誅晁錯，清君側」為藉口叛變，欲奪景帝皇位，景帝在眾臣的壓迫下被迫殺了晁錯，而七國之亂並沒有因此而停止，吳王還自立為帝。景帝無可奈何，只得派太尉周亞夫、大將軍竇嬰率軍鎮壓，濟南王劉辟光兵敗被殺，將濟南納為郡，入於中央。用了三個月的時間，終於平定了七國之亂。

## 註解
1. ↑  《汉书》卷五：膠西王卬、楚王戊、趙王遂、濟南王辟光、菑川王賢、 膠東王雄渠皆自殺。